# Gianfranco Fini
Gianfranco Fini [džanfránko fíni], italijanski politik in novinar, * 3. januar 1952, Bologna.
Fini je v svoji politični karieri bil: podpredsednik Vlade Italije (2001-06), minister za zunanje zadeve Italije (2004-06), predsednik Parlamenta Italije (2008-danes),...